# William Parker
William Parker (The Bronx, 10 januari 1950) is een Amerikaanse jazzbassist.

## Carrière
Parker, die in tegenstelling tot andere contrabassisten van zijn generatie geen schoolse opleiding had op het instrument, nam les bij Jimmy Garrison, Richard Davis en Wilbur Ware. Als iemand die regelmatig met de strijkstok speelt, ook buiten solo's, is hij een uitzondering onder de bassisten van het freejazz- en improvisatiecircuit van zijn generatie. Parker, die al sinds de vroege jaren 1970 muziek maakt, is internationaal sinds begin jaren 1990 vooral eerst opgevallen in de bands van Cecil Taylor. Hij heeft ook gespeeld met het kwartet van David S. Ware en in verschillende bands van Peter Brötzmann. Verder heeft hij opgetreden met muzikanten als Matthew Shipp (By the Law of Music, 1996, Good and Evil Sessions, 2003), Hamid Drake, Bill Dixon, Charles Gayle, Roscoe Mitchell, Butch Morris, Frank Lowe, Billy Bang, Fred Anderson, Derek Bailey, Tony Oxley, Rashied Ali, Sunny Murray, Rozanne Levine, Perry Robinson, Henry Grimes, Jeanne Lee, Ivo Perelman, Kidd Jordan, DJ Spooky en Mat Maneri. Samen met de bassist Barre Phillips, Tetsu Saitoh en Joëlle Léandre nam hij het album After You're Gone op ter herinnering aan Peter Kowald. Het met zijn regulaire kwartet opgenomen album Sound Unity werd in 2005 gekozen door Amazon.com als een van de top 100 Editors Picks.
Hij is lid van de muziekcoöperatie Other Dimensions in Music. Samen met zijn echtgenote, de danseres Patricia Nicholson, heeft hij het Vision Festival in New York opgericht en tot een belangrijk evenement ontwikkeld.
In maart 2007 was Parkers boek Who owns music? verschenen in de Keulse uitgeverij Buddy's Knife Jazzedition. In Who owns music? zijn zijn politieke gedachten, zijn muziektheoretische geschriften en gedichten verzameld. Samen met Roy Campbell, Joe McPhee en Warren Smith speelt hij in het project A Tribute to Albert Ayler.
- Bibsys: 11063257
- Bibliothèque nationale de France: cb14000590w (data)
- Gemeinsame Normdatei: 132945614
- International Standard Name Identifier: 0000 0000 5516 6578
- Library of Congress Control Number: no98127532
- Nationale Bibliotheek van Letland: 000315770
- MusicBrainz: 884c61a3-01f5-467f-a859-ad8417b79909
- Nationale Bibliotheek van Tsjechië: jo20221156804
- Nationale Bibliotheek van Israël: 987007396873705171
- Nederlandse Thesaurus van Auteursnamen: 39188106X
- Réseau des bibliothèques de Suisse occidentale: 02-A012405212
- Système universitaire de documentation: 078531764
- Virtual International Authority File: 24798050
- WorldCat: E39PBJmP7KH9xGpvv4YcbgfjG3